# Avrămești, Harghita
Avrămești (în maghiară Szentábrahám) este satul de reședință al comunei cu același nume din județul Harghita, Transilvania, România.

## Imagini

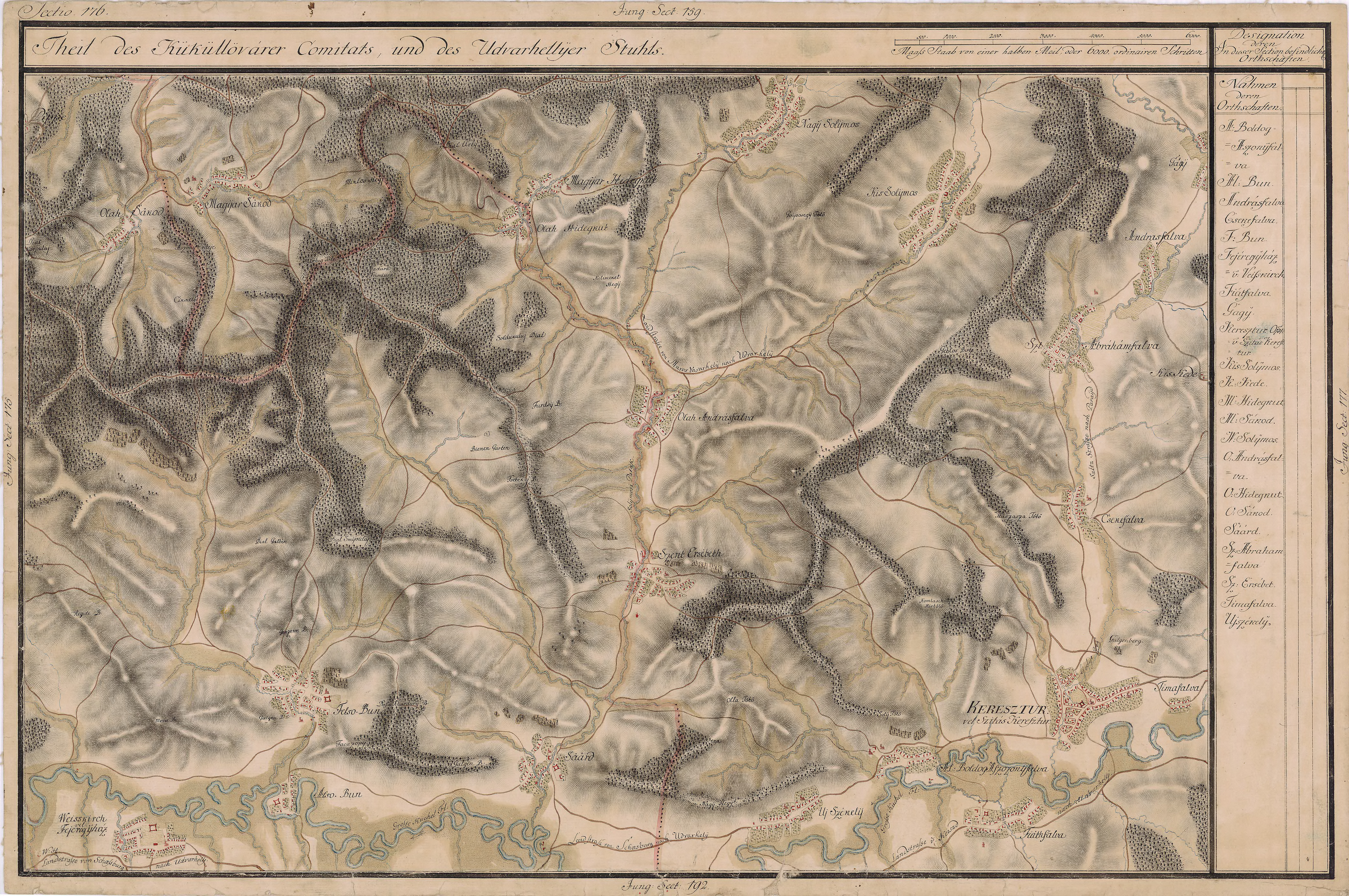
Avrămești în Harta Iosefină a Transilvaniei, 1769-73
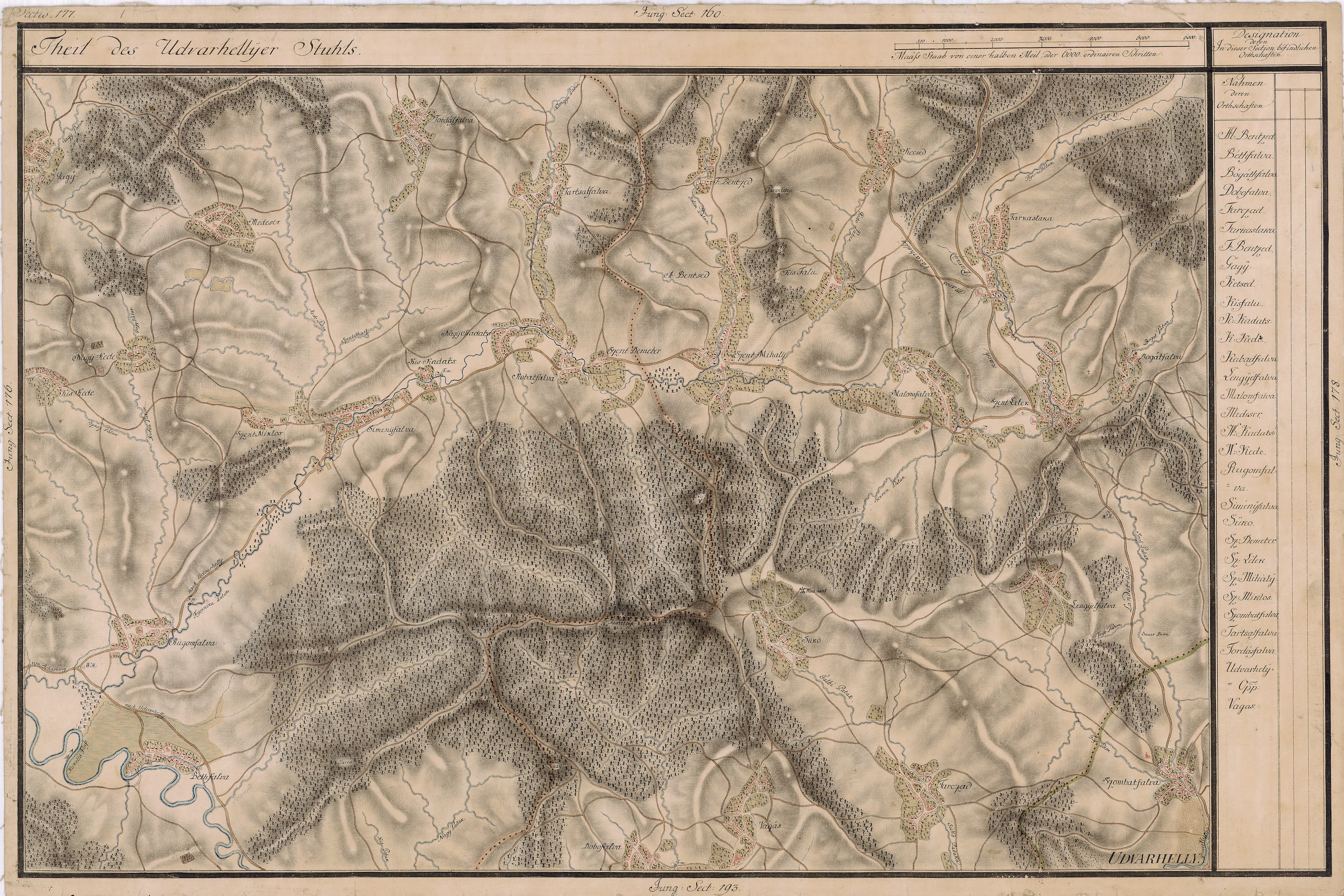
Avrămești în Harta Iosefină a Transilvaniei, 1769-73
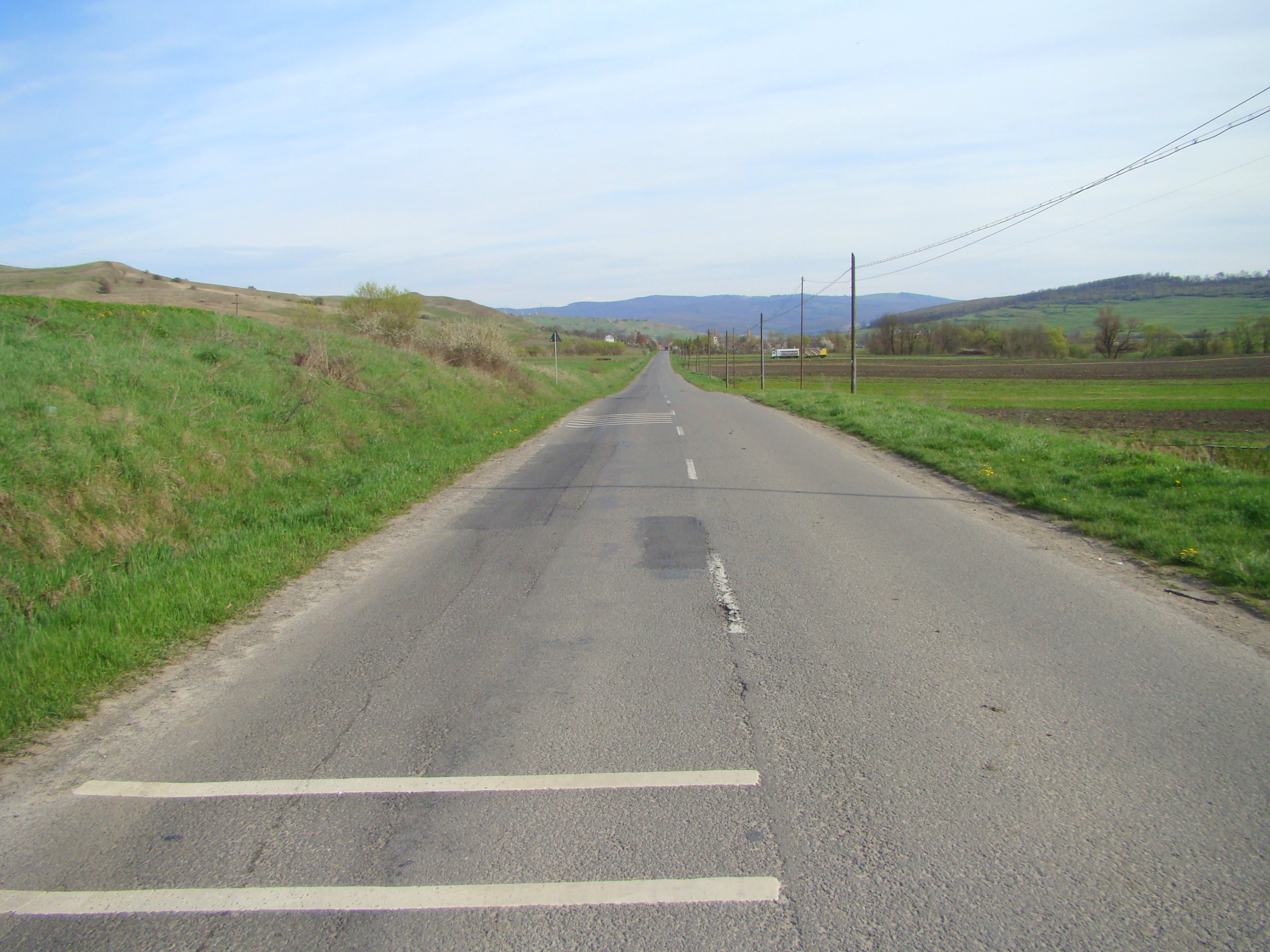
Drumul Cristuru Secuiesc-Avrămești
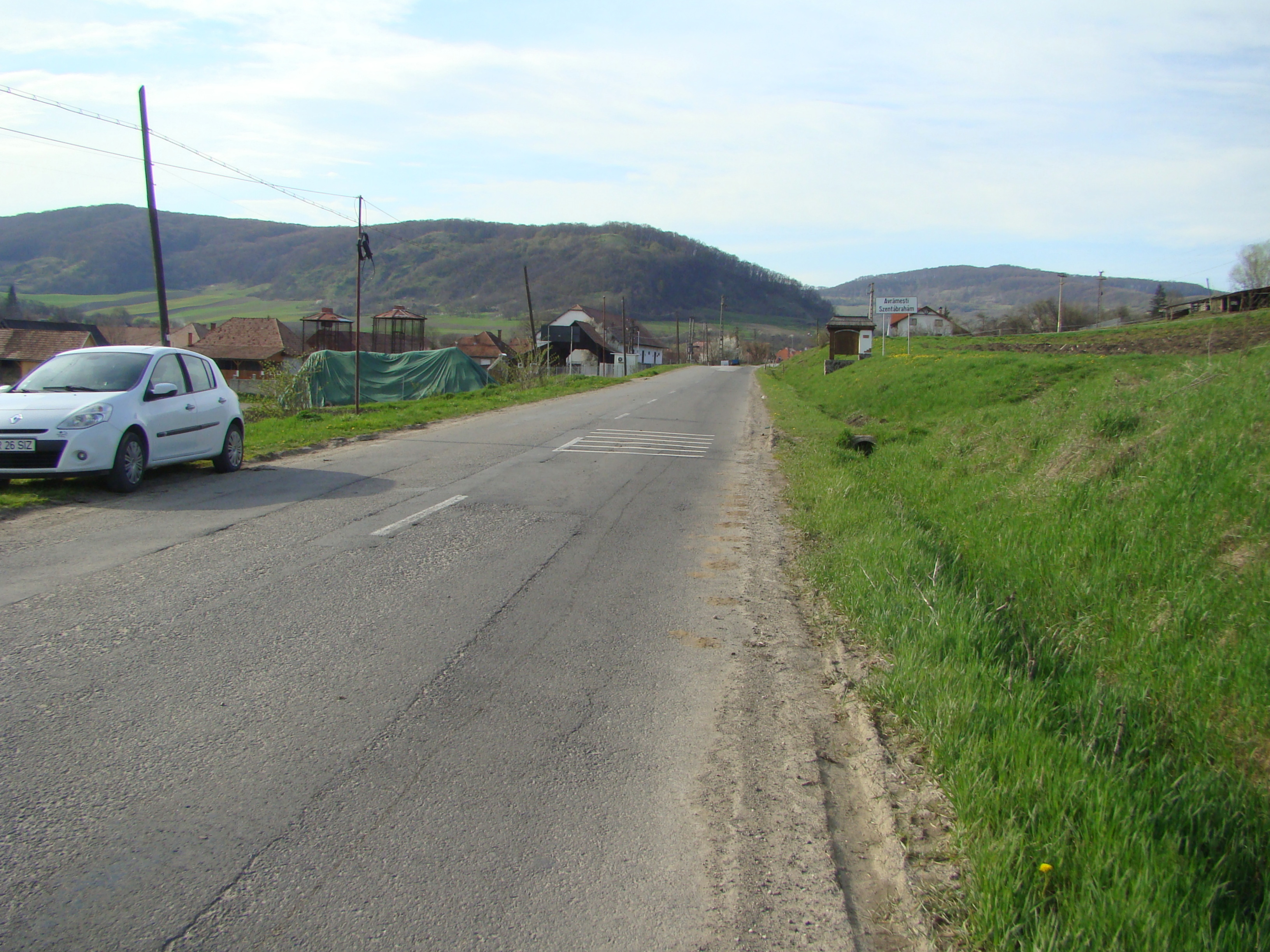
Intrarea în localitate
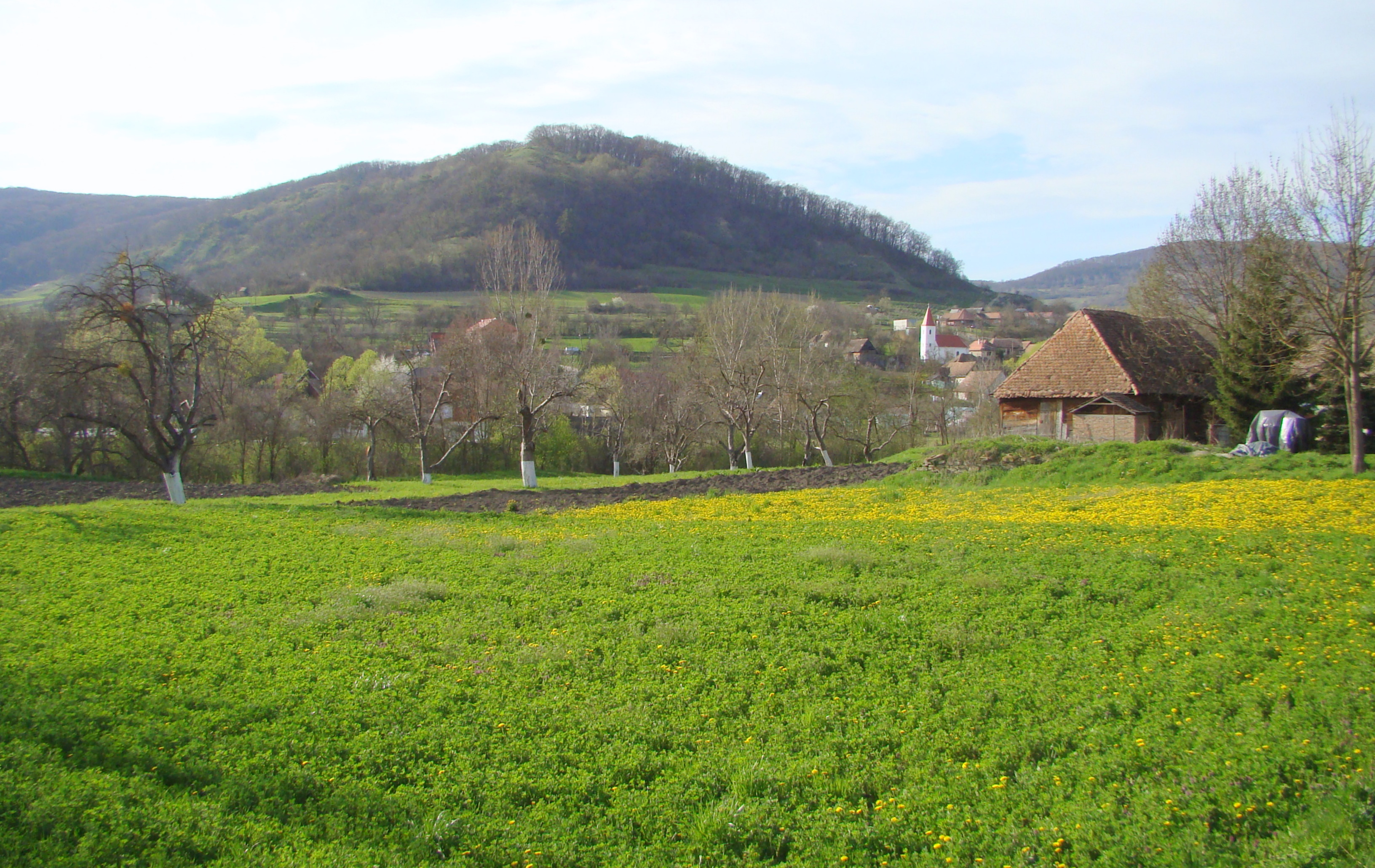
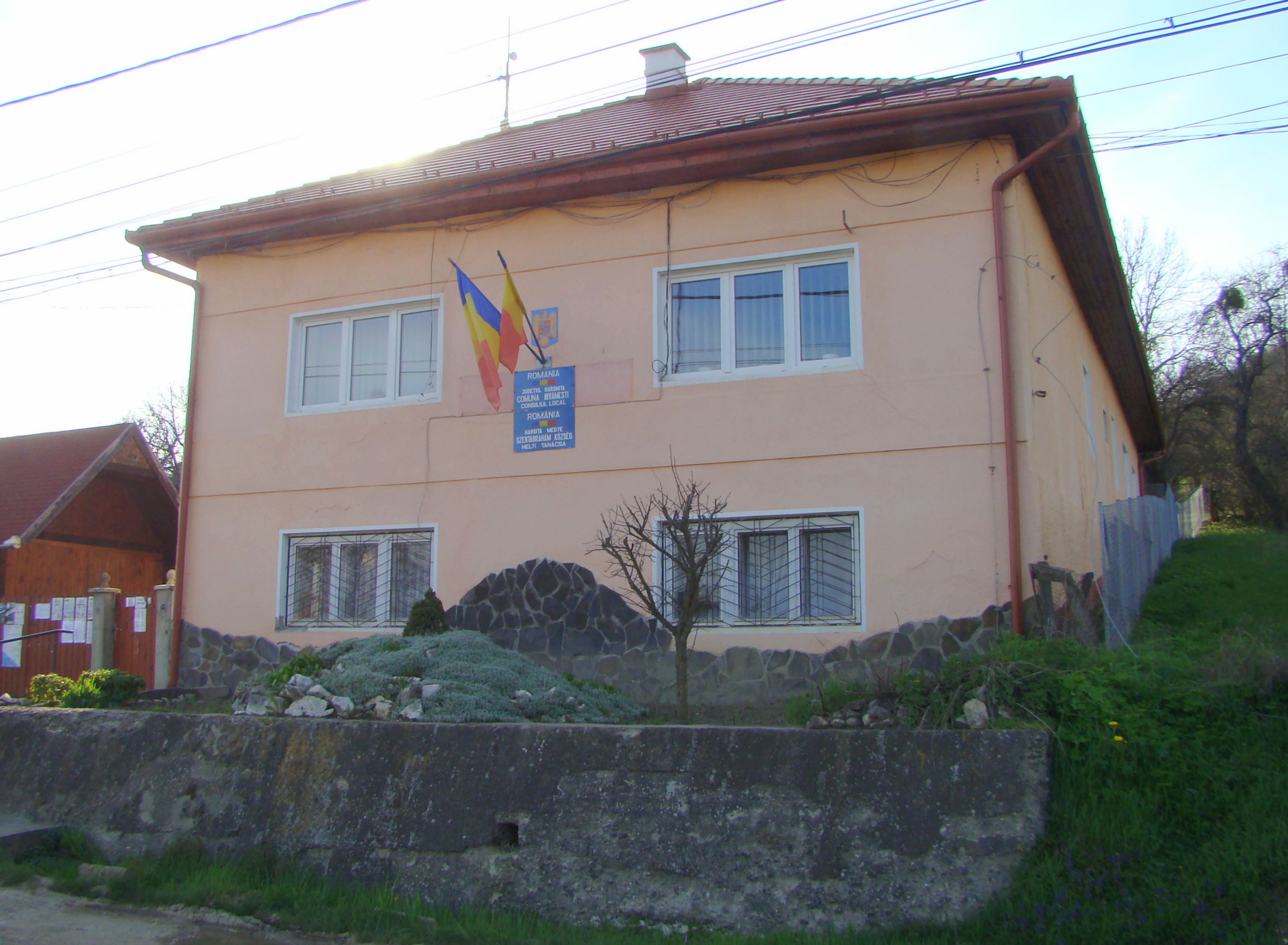
Primăria
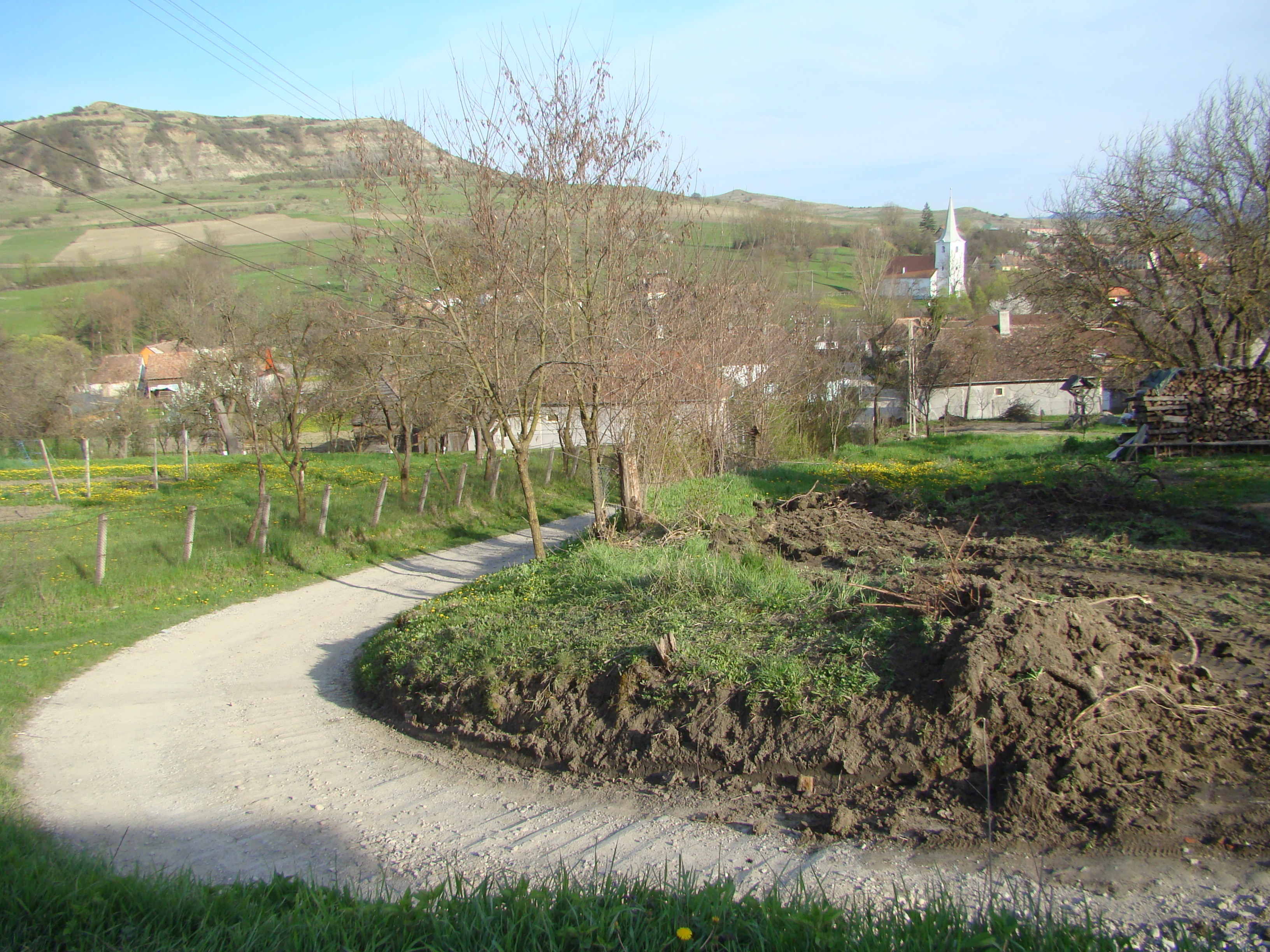
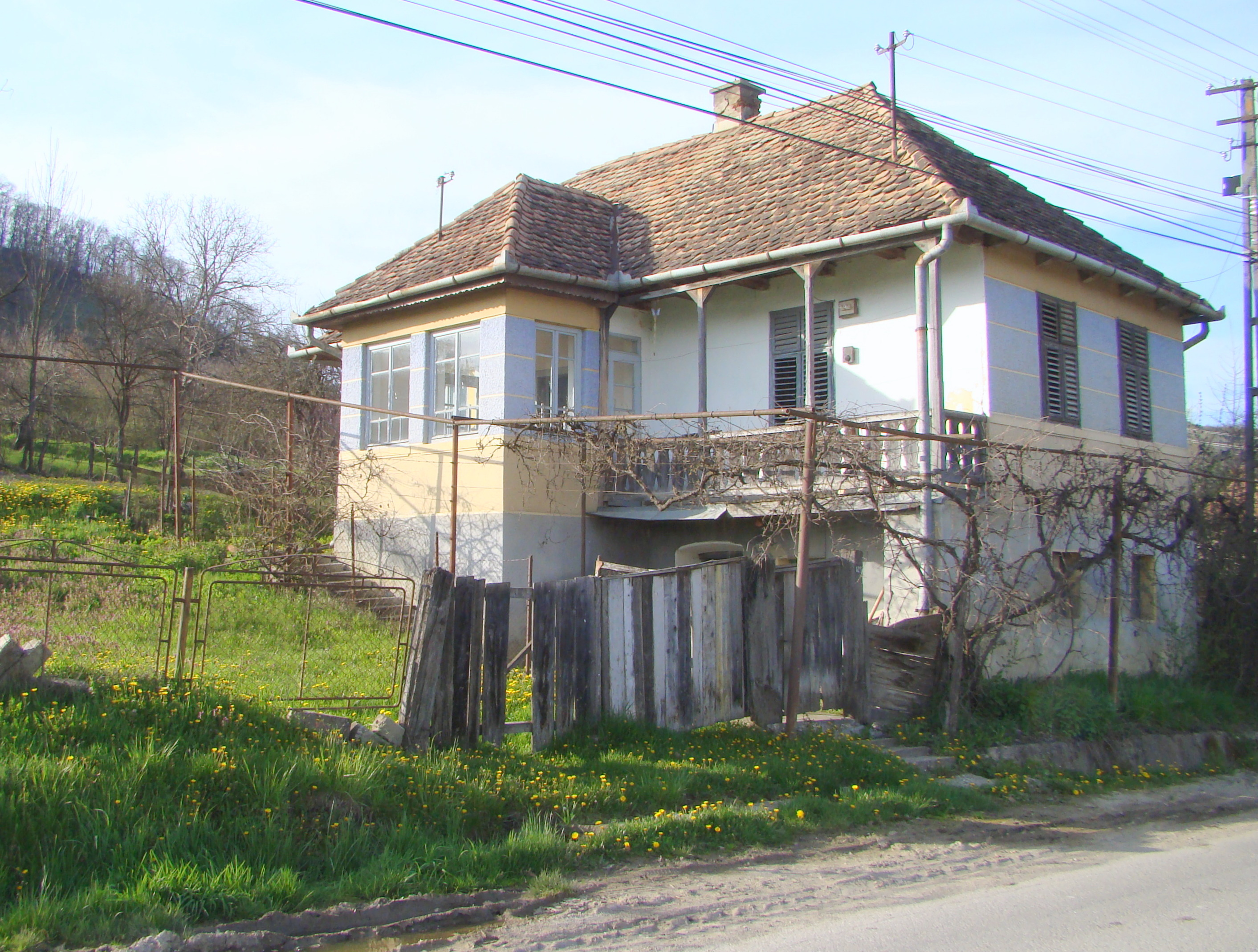
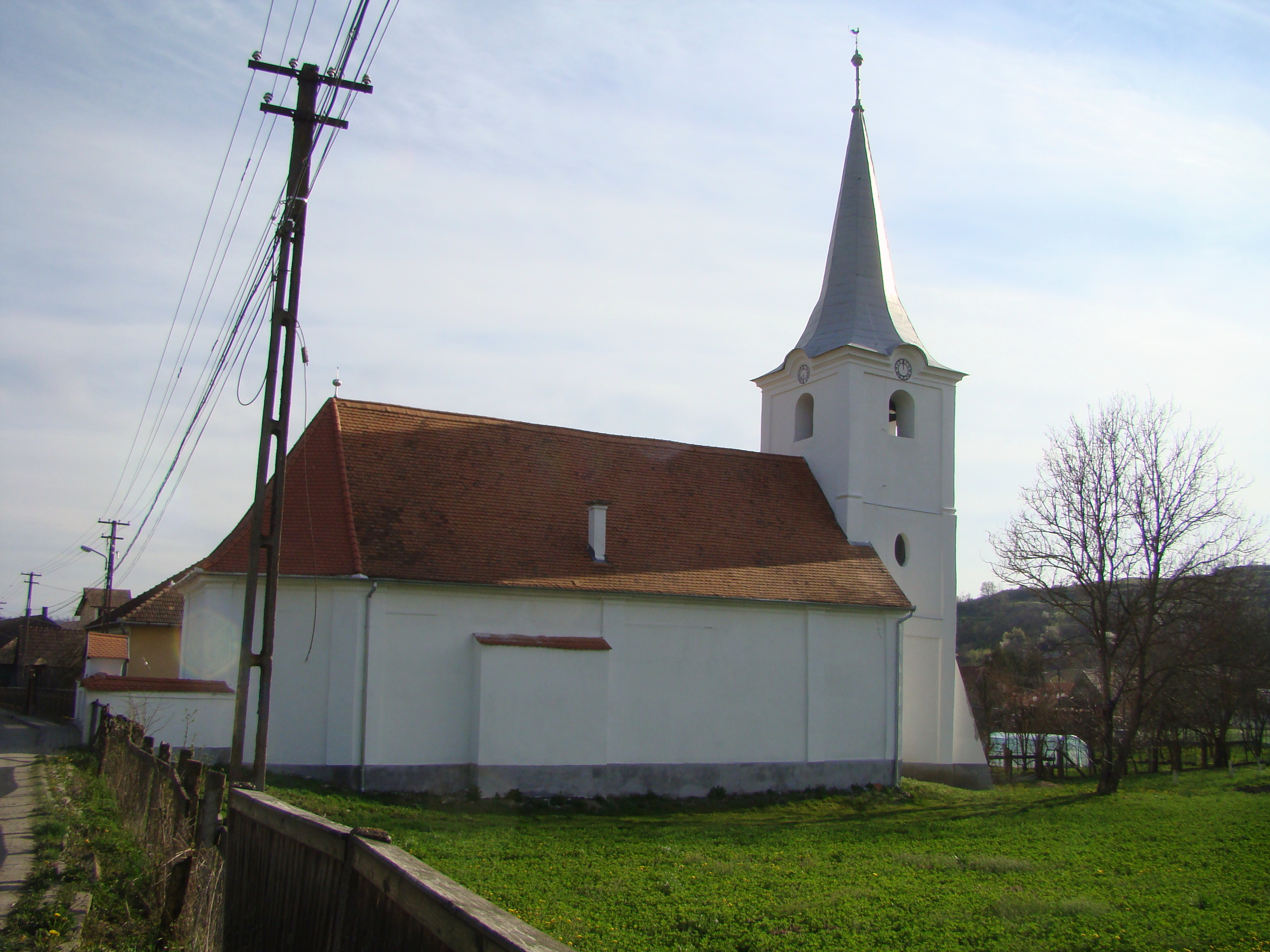
Biserica unitariană (monument istoric)
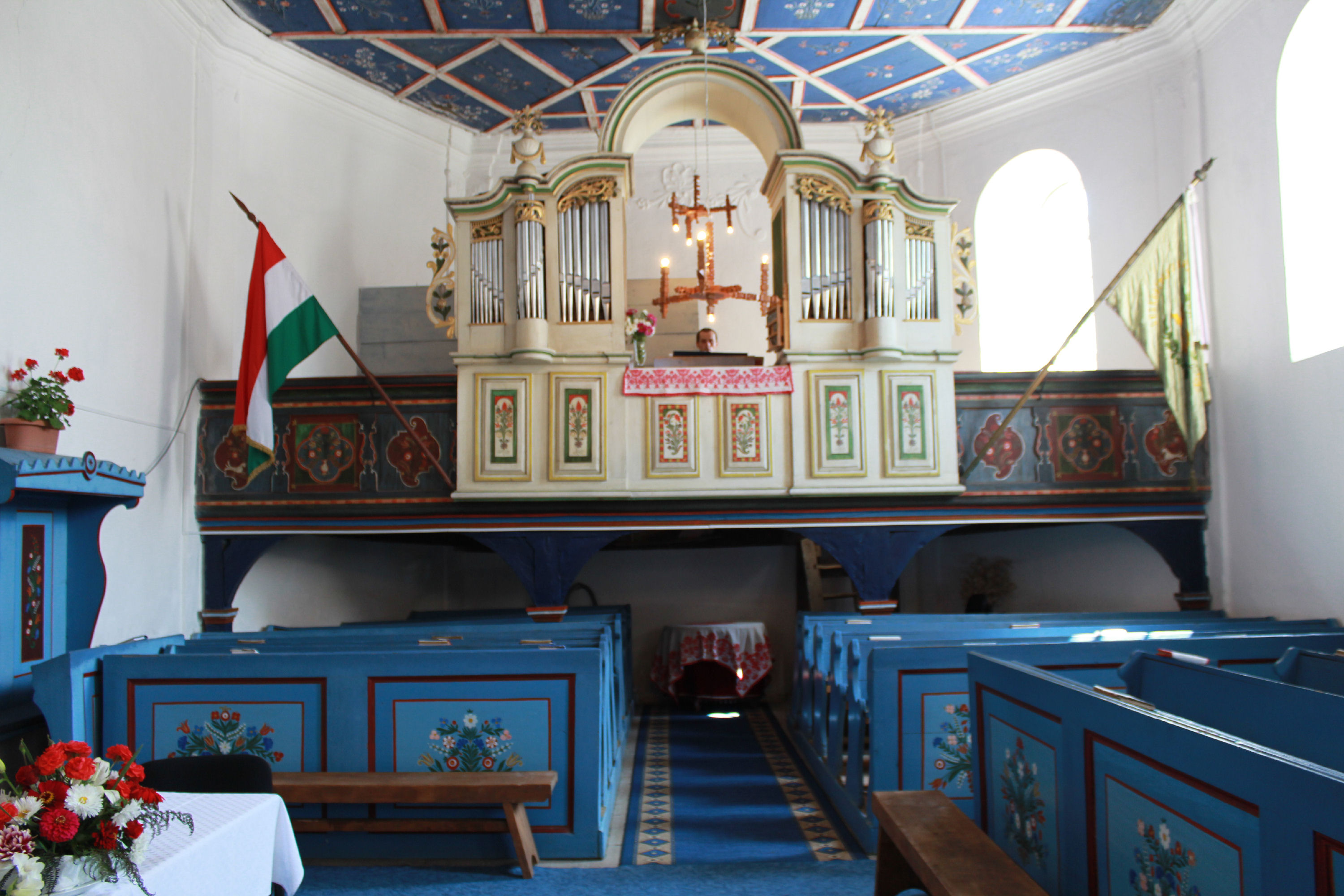
Biserica unitariană (monument istoric)
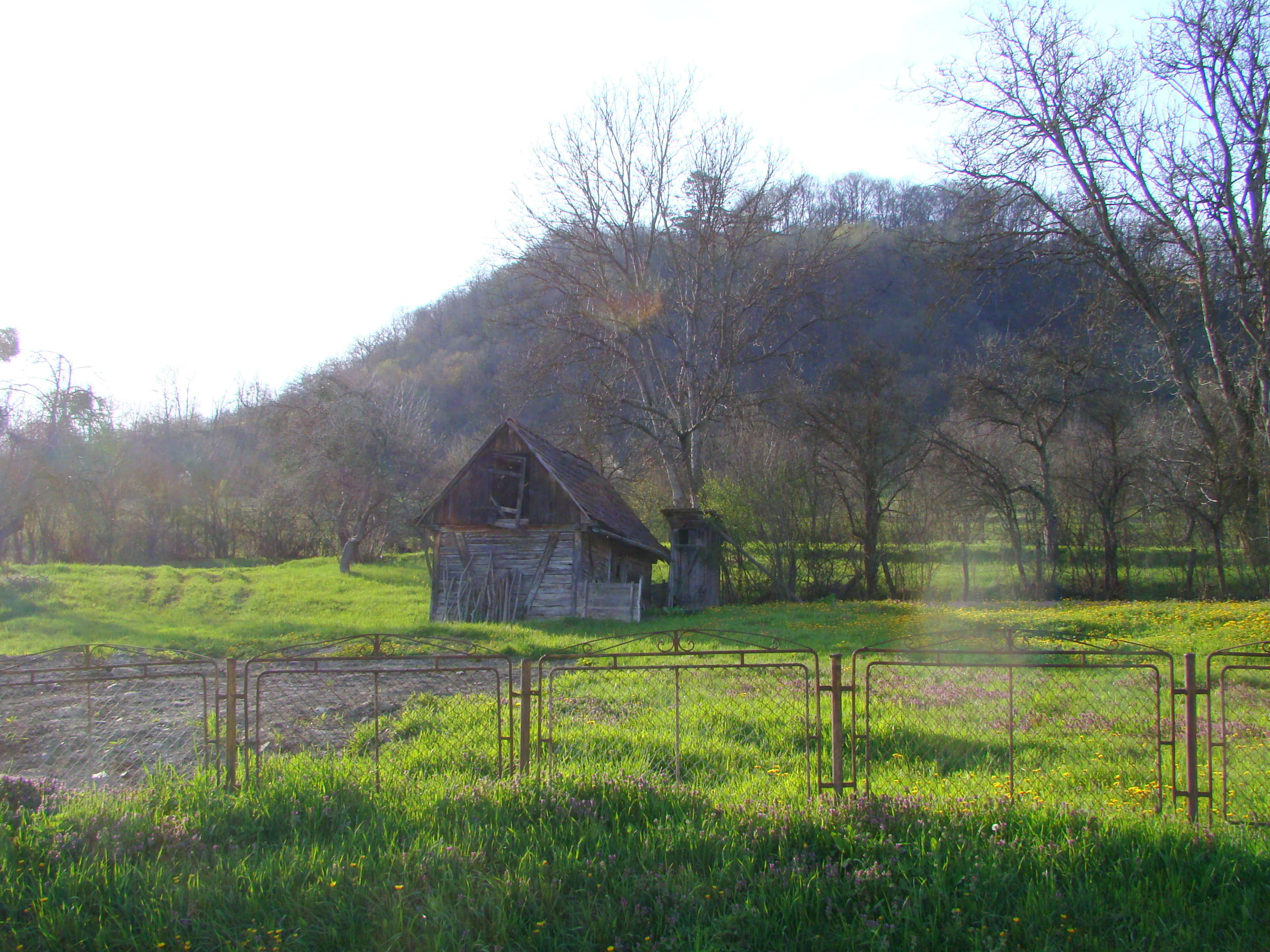
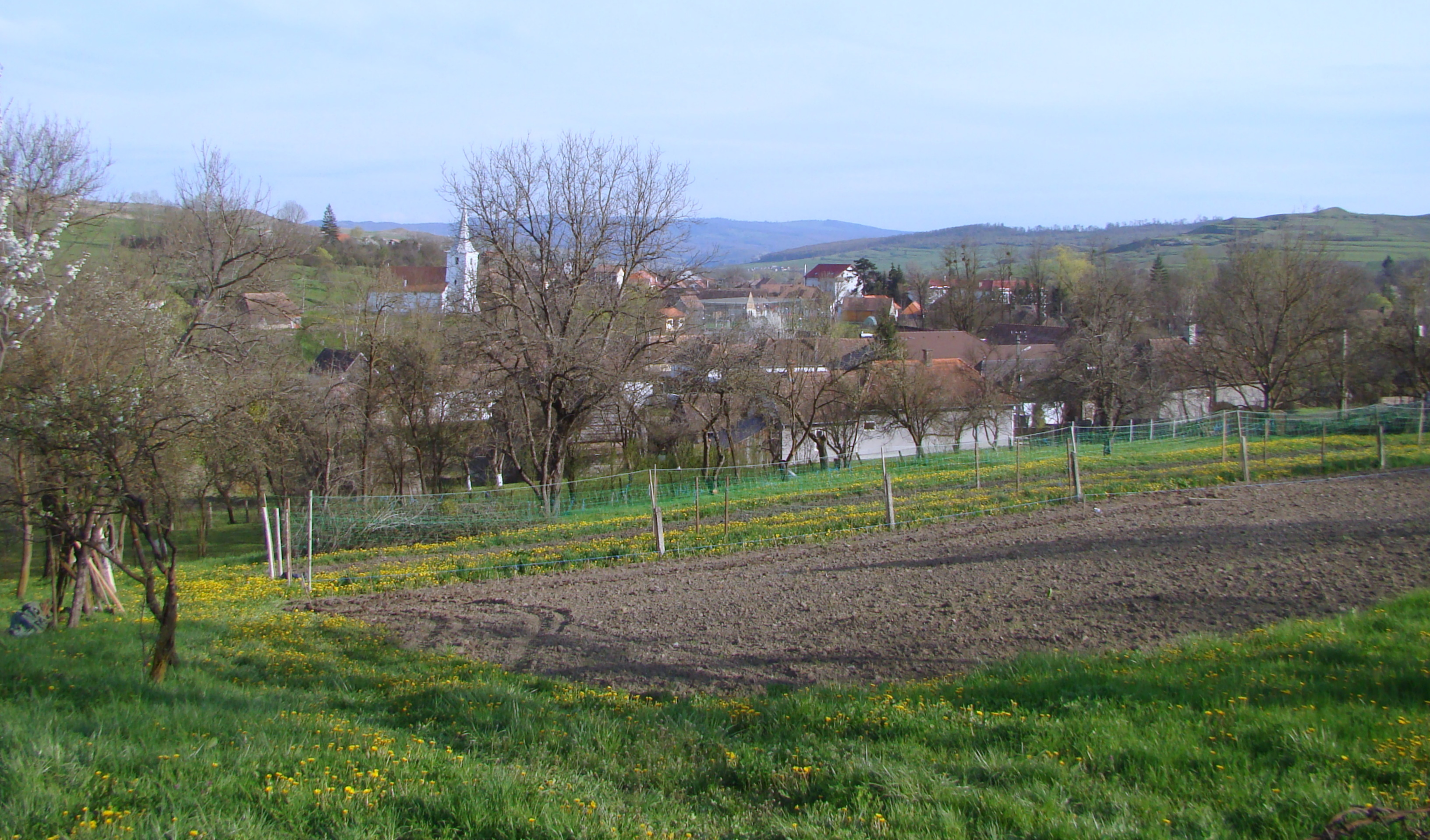
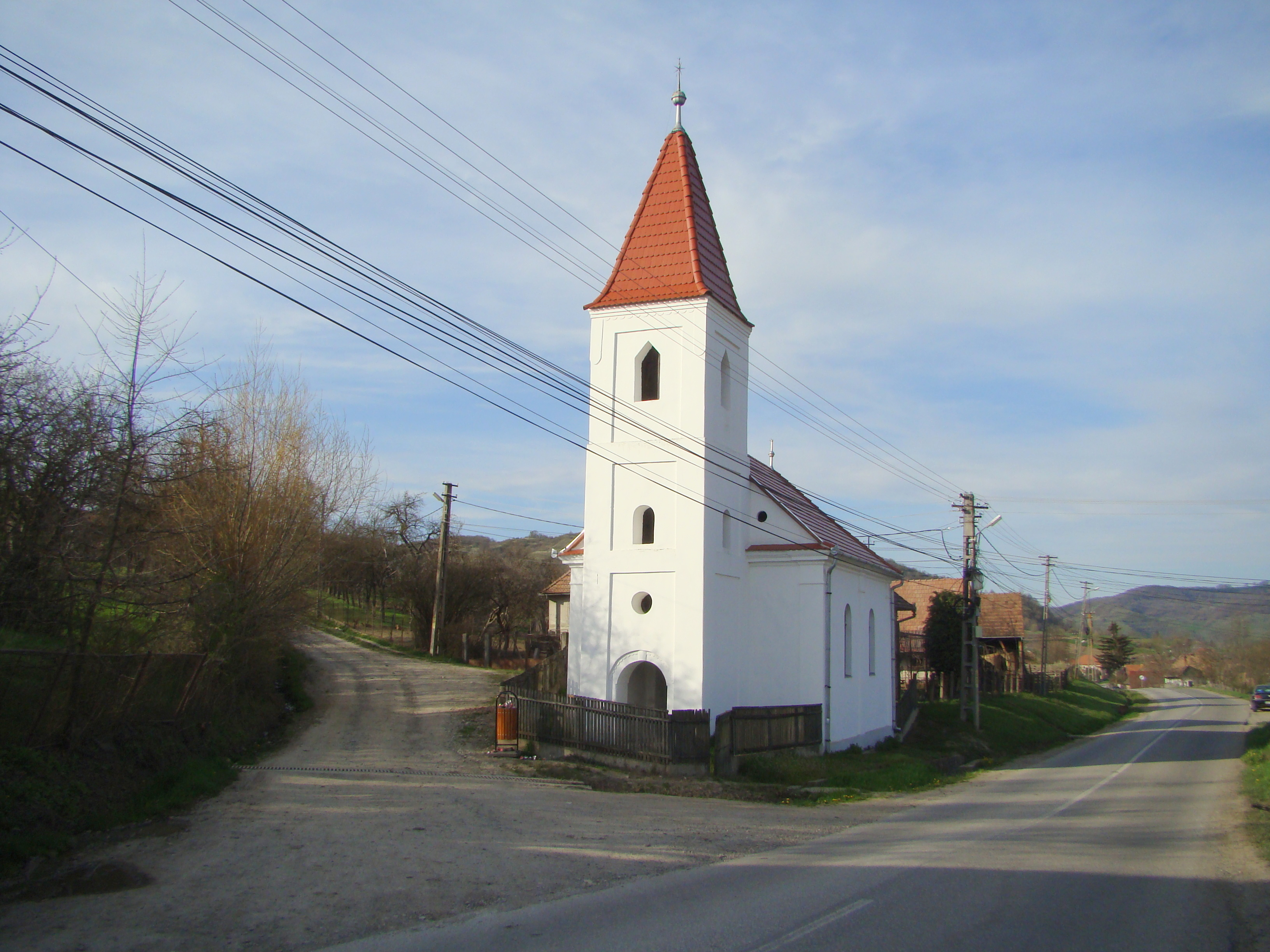
Biserica reformată
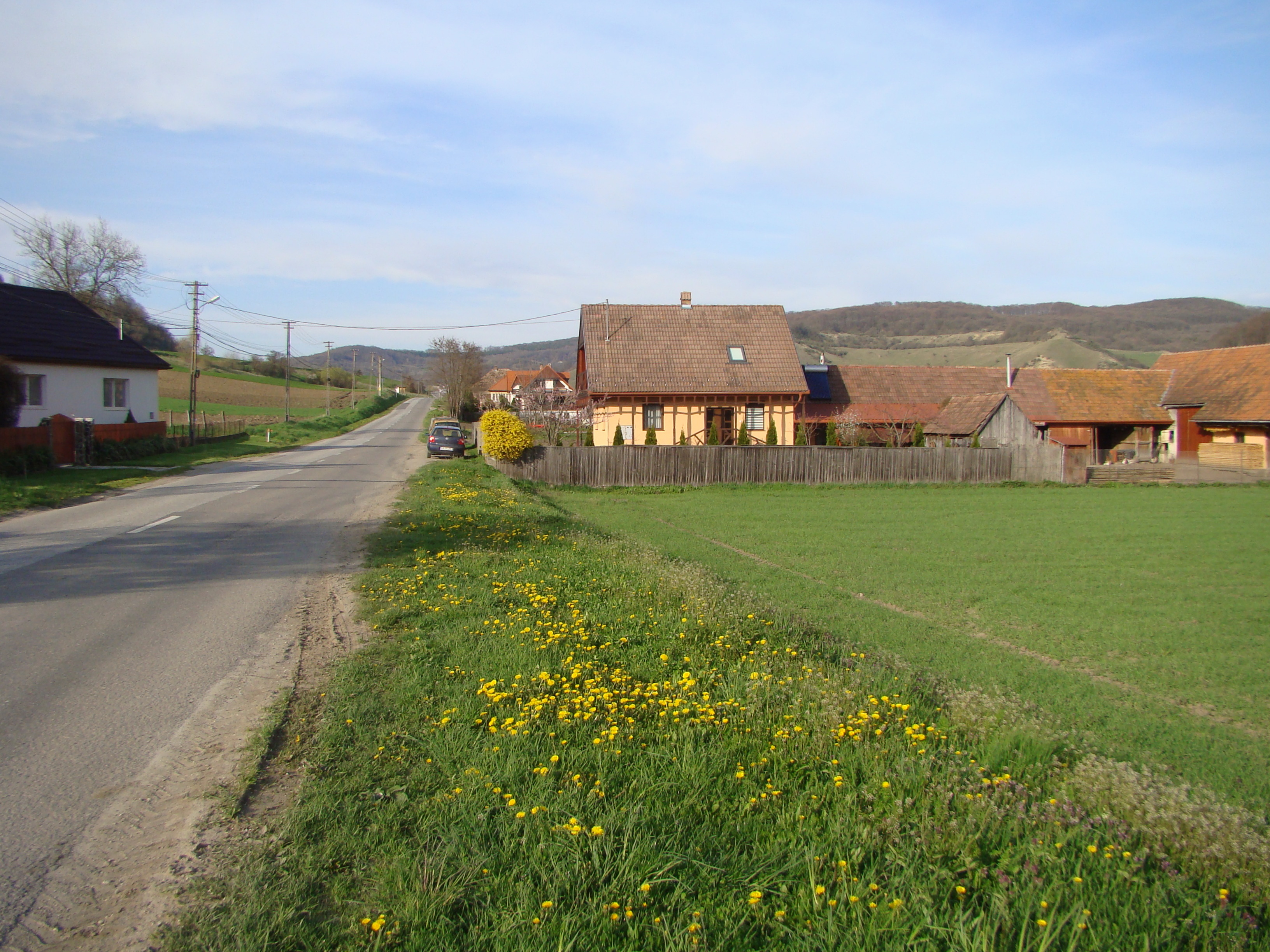